# Charlotte Le Bon
Charlotte Le Bon (Montréal, 4 september 1986) is een Canadees actrice, model, televisiepresentatrice en illustratrice. Ze kreeg in Nederland en Vlaanderen bekendheid als Ana in de film The Promise.

## Filmografie
- 2016: Proyecto Lazaro - Elizabeth
- 2016: Le Secret des banquises - Christophine
- 2016: Bastille Day - Zoé Naville
- 2016: Iris - Claudia
- 2016: Anthropoid - Marie Kovárniková
- 2016: The Promise - Ana
- 2015: The Walk - Annie
- 2014: Yves Saint Laurent - Victoire Doutreleau
- 2014: Libre et assoupi - Anna
- 2014: The Hundred-Foot Journey - Marguerite
- 2013: La Stratégie de la poussette - Marie Deville
- 2013: L'Écume des jours - Isis
- 2013: Le Grand Méchant Loup - Natacha
- 2013: La Marche - Claire
- 2012: Astérix et Obélix: Au service de Sa Majesté - Ophélia

## Prijzen en nominaties
De belangrijkste:
| Jaar | Prijs | Categorie                | Film               | Uitslag     |
| ---- | ----- | ------------------------ | ------------------ | ----------- |
| 2015 | César | Beste vrouwelijke bijrol | Yves Saint Laurent | Genomineerd |